# Tovere (Italia)
Tovere è una frazione del comune italiano di Amalfi.

## Storia
Citata per la prima volta agli inizi dell'XI secolo col nome di Toboli,  era già servita da Via Maestra dei Villaggi, fu fondata da alcuni marinai-contadini. Col tempo il nome si è evoluto in Tobulum e infine in Tovere.
Il Casale ha ospitato, a partire dal XVIII secolo, un Monte di Pietà per maritaggi di Zitelle povere.
È ubicata a quota 650 s.l.m. Le coltivazioni maggiormente diffuse erano i vigneti, le zone alte avevano un aspetto boschivo. I limoneti hanno sono piano piano divenuti prevalenti alla fine del XX secolo.

## Monumenti e luoghi d'interesse
- chiesa parrocchiale di San Pietro, in stile arabo-bizantino, del Duecento. Rimaneggiata in più epoche, la chiesa ha tre navate. Vi si venerava un Crocifisso trecentesco, trafugato nel 1977. Un nuovo Crocifisso, realizzato a Ortisei, è arrivato a Tovere un decennio dopo il furto. Qui si trovano anche alcune statue raffiguranti San Pietro, Sant'Anna e l'Immacolata e un presepe napoletano del Settecento;
- cappella della Madonna del Carmine, documentata sin dal XVII secolo;
- cappella di S. Caterina, riedificata nel 1961 a spese di una devota dopo la distruzione della vecchia chiesa;
- cappella sconsacrata della SS. Trinità, sita su uno sperone di roccia, molto vicino alle scale che da Tovere portano a Vettica;
- Tra il medioevo e l'età moderna erano presenti nel Casale anche altre cappelle, tra cui S. Maria della Carità, S. Marciano, S. Felice, S. Lorenzo, S. Sebastiano (nel cortile della chiesa parrocchiale) oggi rimane solo il ricordo topografico[3].

## Feste
- Il 29 giugno si festeggia San Pietro, patrono della frazione;
- Il 26 luglio si festeggia Sant'Anna, compatrona;
- Il 3 maggio e il 14 settembre festa del SS. Crocifisso (con processione ogni 25 anni);
- L'8 dicembre festa dell'Immacolata concezione;
- Il 16 luglio si celebra la messa nella cappella della Madonna del Carmine;
- Il 25 novembre si celebra la messa nella cappella di S. Caterina d' Alessandria;